# Conrad de Bavière (1883-1969)
Conrad de Bavière (allemand : Konrad Luitpold Franz Joseph Maria Prinz von Bayern; 22 novembre 1883 – 6 septembre 1969 à Hinterstein) est un membre de la Maison de Wittelsbach.

## Biographie
Conrad est né à Munich, royaume de Bavière. Il est le quatrième et dernier enfant du prince Léopold de Bavière (1846-1930) et de l'archiduchesse Gisèle d'Autriche. Au cours de la Première Guerre mondiale, à l'instar de son frère aîné Georges de Bavière (1880-1943), Conrad sert dans l'armée bavaroise, principalement sur le Front de l'est en tant que commandant du 2e régiment de cavaliers lourds (de). Conrad atteint le grade de Major et démissionne de l'armée, le 6 février 1919.

## Mariage
Le 8 janvier 1921 Conrad épouse au château d'Agliè en Piémont Marie Bonne de Savoie-Gênes, fille du prince Thomas de Savoie-Gênes et de Élisabeth de Bavière (1863-1924).
Le couple aura deux enfants:
| Nom                             | Naissance        | Mort                | Notes                                                                             |
| ------------------------------- | ---------------- | ------------------- | --------------------------------------------------------------------------------- |
| Amélie-Isabelle de Bavière (en) | 15 décembre 1921 | 28 mars 1985        | mariée en 1949 avec Umberto Poletti ; postérité.                                  |
| Eugène de Bavière               | 16 juillet 1925  | Le 1er janvier 1997 | marié en 1970 avec la comtesse Hélène von Khevenhüller-Metsch ; pas de postérité. |

## Après la seconde Guerre Mondiale
À la fin de la Seconde Guerre mondiale, Conrad est arrêté par les militaires français à Hinterstein, amené à Lindau et temporairement interné à l'hôtel Bayerischer Hof, avec entre autres, Guillaume de Prusse et l'ancien diplomate nazi Hans Georg von Mackensen. La princesse Bonne qui a travaillé pendant la guerre en tant qu'infirmière, est restée avec les membres de sa famille en Savoie; interdite d'entrée en Allemagne, elle n'a retrouvé sa famille jusqu'en 1947. Dans les dernières années, Conrad a travaillé sur le Conseil d'administration de l'allemand auto-maker NSU.
Conrad de Bavière meurt le 6 septembre 1969, à Hinterstein dans l'Oberallgäu région de la Bavière. Il est inhumé à l'Abbaye d'Andechs en Bavière.

## Sources
- Schad, Martha, Kaiserin Elisabeth und ihre Töchter.  München, Langen Müller, 1998